# Clan Licciardi
Le clan Licciardi  est une puissante faction de la Camorra napolitaine qui opère principalement dans les milieux reculés de Naples, surtout dans le quartier de Secondigliano et son bastion de Masseria Cardone. Sa sphère d'influence s'étend de Scampia, Chiaiano (en), Miano et San Pietro a Patierno (en).

## Direction
- 1980-1994 :  Gennaro Licciardi, (mort empoisonné, en 1994) ;
- 1994-2008 : Vincenzo Licciardi (arrêté en 2008) ;
- 1994 : Maria Licciardi.
- 2009: Jules Licciardi.

## Histoire
Dans les années 1980, Gennaro Licciardi, dit « a scigna-la scimmia » (le singe), capitaine du district de Secondigliano pour le clan Giuliano, était le deuxième commandant après Luigi Giuliano. À cette époque, les autres chefs de la Camorra ne s'intéressaient pas à la périphérie de Secondigliano. Quelques années plus tard, Gennaro forma un clan entièrement autonome qui réussit à transformer la zone en un centre stratégique pour le stockage et le trafic de drogue. Il est également devenu le membre fondateur de l'Alliance Secondigliano, une coalition de clans camorristes qui contrôle le trafic de drogue et les rackets d'extorsion dans de nombreuses banlieues de Naples. Outre le clan Licciardi, l'alliance comprenait les clans Contini, Mallardo, Lo Russo, Stabile, Prestieri, Bocchetti et Di Lauro.
Après l'assassinat de Gennaro par empoisonnement du sang dans la prison de Voghera, le 3 août 1994, les frères Pietro et Vincenzo ainsi que sa sœur Maria, dite « la Piccolina » (la petite), s'occupent, à tour de rôle, de la gestion du clan.
Le clan s'est servi de son influence pour jouer le rôle de médiateur entre le Clan Di Lauro et les soi-disant « sécessionnistes (en italien « scissionisti »), du Clan Di Lauro qui tentait d'affirmer son contrôle sur le trafic de drogue et la prostitution dans la région. Il a notamment joué un rôle important pour mettre fin à la Faide de Scampia.
Le 9 mai 2008, les Carabiniers ont procédé à la confiscation des biens estimés à plus de 300 millions d'euros et à l'arrestation de 44 membres de ce clan.
En février 2019, le fils de Maria Licciardi, Giuseppe Musella, est arrêté, soupçonné d'être le nouveau chef de file du clan. Il est poursuivi pour association de malfaiteurs, vol et enlèvement.

## Activités
Le 21 mars 2018, 19 personnes soupçonnées d'appartenir aux clans Licciardi, Filippone et 'ndrina (en) sont accusés de trafic de drogue.
Pour l'ancien président de la Commission antimafia, Francesco Forgione, le clan Licciardi est actif aux Pays-Bas, utilisant le pays pour contrefaire des vêtements.